# Marcin Mroziński
Marcin Mroziński, född 26 september 1985 i Inowrocław, är en polsk skådespelare, sångare och TV-presentatör. Den 14 februari 2010 vann han den nationella uttagningen till Eurovision Song Contest 2010 med låten "Legenda", och han kom därmed att representera Polen i tävlingen. Den 25 maj 2010 deltog han i den första semifinalen, men lyckades inte kvalificera sig till finalen.